# Theodor Kübel
Theodor Kübel (* 28. Dezember 1870; † 10. August 1918) war ein bayerischer Major und Eisenbahnoffizier. Während des Ersten Weltkrieges war er Chef der türkischen Eisenbahn- und Transportdivision und deutscher Regimentskommandeur.

## Leben

### Herkunft und Familie
Kübel war der Sohn des Pfarrers und Ansbacher Kirchenrats Heinrich Kübel (1837–1911). Er verlobte sich 1902 in Dresden mit Luise Chrambach (* 13. Februar 1880 in Dresden; † 9. Mai 1963 in München), Tochter des königlich-sächsischen Hofjuweliers und kaiserlich-türkischen Generalkonsuls Fritz Chrambach aus der jüdischen Familie Chrambach. Die Hochzeit fand 1903 in Dresden statt. Die Tochter des Ehepaares war:
- Elsbeth Kübel (1905–2005), zuletzt Bibliothekarin an der Bayerischen Staatsbibliothek in München ⚭ Holm von Egidy (1894–1947),[4] Jurist und Offizier.[5]

### Militärische Karriere bis zum Ersten Weltkrieg
Kübel trat im jungen Alter als Unteroffizier (Oberjäger) in das Königlich Bayerische 7. Infanterie-Regiment „Prinz Leopold“ der bayerischen Armee ein. 1890 wurde er zum Fähnrich befördert und noch im selben Jahre in das Königlich Bayerische 2. Fußartillerie-Regiment versetzt. Er wurde 1891 zum außeretätsmäßigen Sekondeleutnant befördert. Er besuchte ab 1897 die Bayerische Kriegsakademie in München, die er mit Eignung für Höhere Adjutantur, Referatsdienst und Lehrfach (Festungskrieg, Artillerie-Material, Waffenlehre) im Jahre 1900 abschließ. Er erhielt 1900 das Patent zum Oberleutnant, welches zum 7. November 1896 datiert war.
Er war an der Niederschlagung des Boxeraufstandes in den Jahren 1900/01 beteiligt. Kübel diente als Adjutant des bayerischen Bataillon des 4. Ostasiatischen Infanterie-Regiments unter Major Maximilian von Montgelas. Am 30. Juli besuchte seine Mannschaften noch einen letzten Gottesdienst an der St. Markus in München. Sein Bataillon erlangte Bekanntheit, da es am weitesten in den Westen Chinas, bis an die Grenze von Shaanxi, durchdringen konnte. Am 8. März 1901 konnte das Bataillon den Tschang-Tschönn-Pass erobern. Er traf am 18. August 1901 wieder in Deutschland, genauer gesagt Bremerhaven, ein. Seine Erlebnisse in China übermittelte er in einem Vortrag bei der Deutschen-Kolonialgesellschaft in München am 25. November 1901.
Nachfolgend diente er im Königlich Bayerischen 19. Infanterie-Regiment „König Viktor Emanuel III. von Italien“ und wurde 1902 als Adjutant der 6. Königlich Bayerischen Infanterie-Brigade nach Landau versetzt. Er war Mitglied im Verein der China-Veteranen. Er wurde 1907 zum Hauptmann befördert. Im Jahre 1910 wurde er zur Eisenbahnabteilung des preußischen Großen Generalstabs abkommandiert, wo er bis zum 1. September 1913 als außeretatsmäßiges militärisches Mitglied des bayerischen Senats beim Reichsmilitärgericht wirkte. 1911 wurde er in die Gesellschaft für Erdkunde aufgenommen. Am 7. März 1912 wurde er zum Major befördert.

### Erster Weltkrieg und Tod
Im Jahre 1914 wurde er Angehöriger der deutschen Militärmission im Osmanischen Reich und wurde vor allem als Berater für den Eisenbahnbau und Chef der Eisenbahn- und Transportdivision des türkischen Generalstabs verwendet. Er war damit beauftragt das türkische Eisenbahnnetz zu untersuchen und intervenierte in dieser Position gegen die Bagdad-Bahn-Gesellschaft, was die sogenannte Kübel-Affäre auslöste. Er beschuldigte die Bagdad-Bahn-Gesellschaft, dass sie Forderungen der osmanischen Armee ignorierten und somit den Kriegsverlauf beeinträchtigten. Auch drängte er darauf, das die Eisenbahn-Gesellschaft gänzlich unter die Kontrolle von Generalleutnant Friedrich Bronsart von Schellendorf gestellt werden sollte. Trotz zahlreicher Versuche Kübel von seiner Position zu entfernen, konnte Otto Liman von Sanders Kübel bis Vertragsende schützen. Sein Nachfolger als Direktor des Feldeisenbahnwesens, Oberstleutnant Sylvester Böttrich (bekannt als der Adolf Eichmann des kleineren Kalibers für seine Taten während des armenischen Völkermord), kam auch zur selben Schlussfolgerung. Ende 1915 bewarb er sich für eine Verwendung an der türkischen Kampffront in Ägypten oder Mesopotamien.
Er wurde 1914 mit dem Eisernen Kreuz II. Klasse und 1916 mit dem bayerischen Militärverdienstorden III. Klasse mit Schwertern ausgezeichnet und wurde noch im selben Jahr zum Oberstleutnant befördert. 1917 wurde er als Linienkommandant in München aufgeführt.
Im weiteren Verlauf des Ersten Weltkrieges diente er ab dem 6. Dezember 1916 bis zum 10. August 1918 (mit kurzer Unterbrechung) als Kommandeur des Königlich Bayerischen 7. Infanterie-Regiment „Prinz Leopold“ an der Westfront, wo er schließlich noch starb. Bis zu seinem Tode war er Mitglied der Sektion München des Deutschen Alpenvereins und Träger des Königlichen Hausorden von Hohenzollern und Eisernen Kreuzes I. Klasse.
Sein Nachlass befindet sich im Kriegsarchiv des Bayerischen Hauptstaatsarchiv München.